# 알렉산드라 로탄
알렉산드라 로탄(Alexandra Rotan, 1996년 6월 29일 ~ )은 노르웨이의 싱어송라이터이다. 2019 유로비전 송 콘테스트에 음악 그룹 케이노의 멤버로서 노르웨이 대표로 참가했다.